# Avenida Bedford (línea Canarsie)
La Avenida Bedford es una estación en la línea Canarsie del Metro de Nueva York de la división B del Brooklyn–Manhattan Transit Corporation. La estación se encuentra localizada en Williamsburg, Brooklyn entre la Avenida Bedford y la Calle 7 Norte. La estación es servida en varios horarios por los trenes del Servicio .

## Enlaces externos

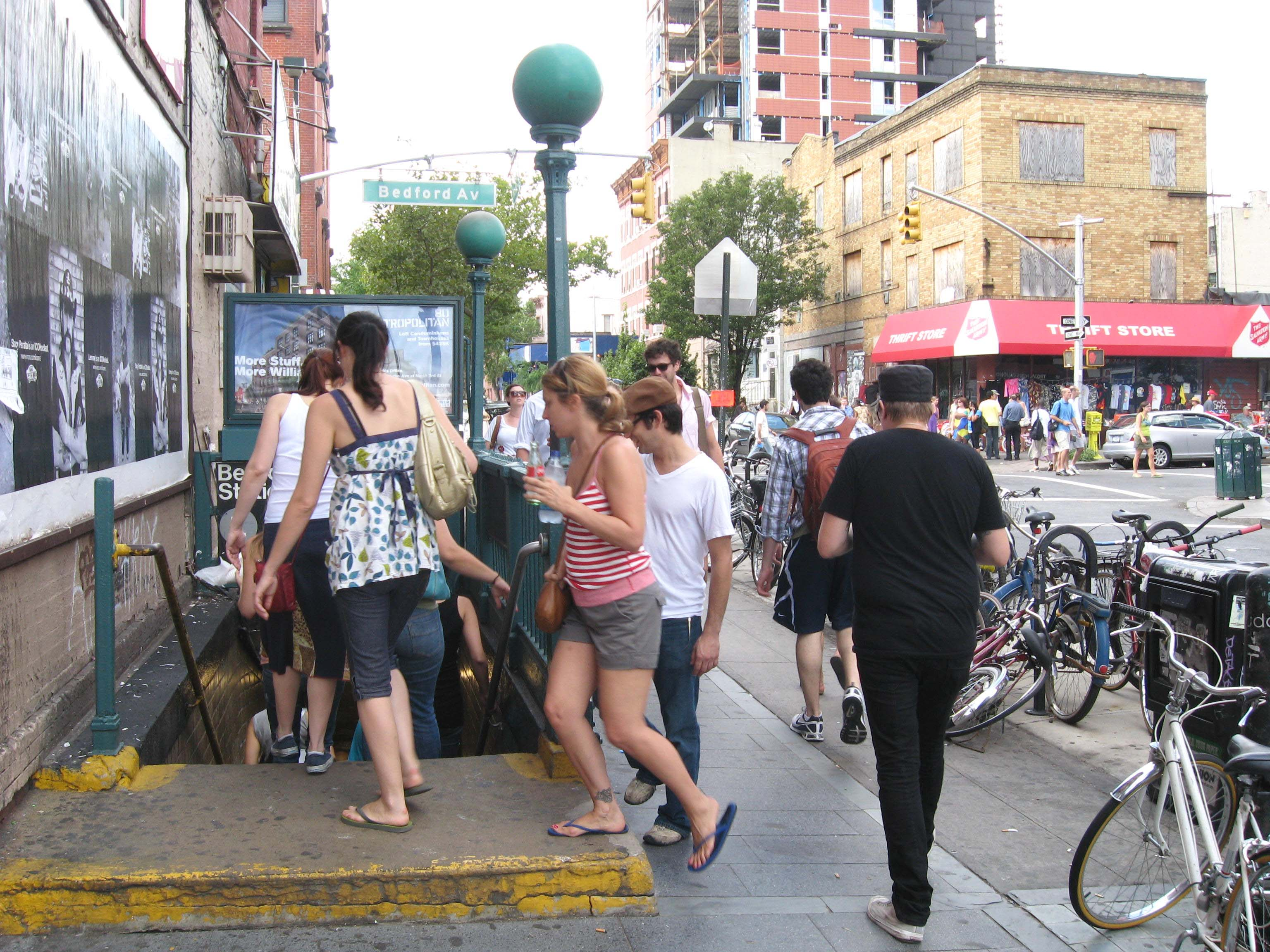
Escaleras de la estación.